# Sidsel Lyster
Sidsel Jensdatter Lyster (født 8. april 1975) er cand. theol. og tidligere sognepræst i Varnæs. Hun er bl.a. kendt for sit virke som debattør på familieretsområdet, for en dramatisk samværssag og for sit følgende frivillige arbejde i et netværk, der rådgiver kvinder i forbindelse med samværskonflikter.

## Biografi
Sidsel Lysters familiebaggrund er i Sønderjylland. Hun er datter af Jens Lyster og barnebarn af præsten Jørgen Kristensen. Hun har siden 2020 været sognepræst i Varnæs. Tidligere har hun været sognepræst i Ullerød og i Tirstrup-Fuglslev-Hyllested-Rosmus sogne. Ind imellem har hun boet syv år på Færøerne. Sidsel Lyster har desuden arbejdet som børne- og ungdomsmedarbejder ved Lundtofte Kirke og som fagredaktør ved Kristeligt Dagblads internetportal Religion.dk.

## Universitetsspeciale om Harry Potter
Sidsel Lyster har skrevet universitetsspecialet Striden om børnenes sjæle (2005) samt artikler og studiekredsmateriale om Harry Potter som Kristusskikkelse. Baggrunden var, at bøgernes religiøse inspiration var ivrigt debatteret i bl.a. USA, hvor nogle beskyldte Harry Potter-bøgerne for at have et okkult eller antikristent indhold, mens andre påpegede, at forfatteren J. K. Rowling var kendt som praktiserende kristen, og at man også kunne finde mange kristne referencer i bøgerne. Lyster argumenterede for, at Harry Potter-bøgerne var kristne og inspireret af Narnia-bøgerne. Rowling havde tidligere nævnt inspirationen fra Narnia-bøgerne på hendes eget værk, og i oktober 2007 nævnte hun på en pressekonference, at der var kristne paralleller i Harry Potter-bøgerne.

## Sidsel Lysters samværssag
Sidsel Lyster har været part i en samværssag, der fik omtale i en række medier i sommeren 2010. Sidsel Lyster ønskede ikke at lade sin ekspartner have samvær med sin datter, men fik ikke medhold heri i retten. Da Sidsel Lyster fortsat afviste at udlevere barnet, blev hun først idømt dagbøder og siden fængslet i op til et halvt år. Efter 17 dages ophold i fængslet ombestemte Sidsel Lyster sig imidlertid og lod sin datter udlevere, hvorefter hun blev løsladt. Efter fængselsopholdet blev Sidsel Lyster i første omgang fritaget for tjeneste som sognepræst. Nogle måneder senere genoptog hun dog efter aftale med den lokale provst og biskop sit præsteembede på Djursland.

## Aktivist og debattør
Sidsel Lyster har deltaget i den offentlige debat i forskellige sammenhænge. Hun skrev i et debatindlæg i 2003, at venstrefløjen satte flygtninge højere end studerende, idet den glemte, at studerende med børn har ringere vilkår end indvandrere på starthjælp. Hun har kritiseret myndighedernes praksis i konfliktsager om børn og har efter sin egen samværssag været en af hovedkræfterne bag et såkaldt hemmeligt netværk for kvinder i Danmark, der ønsker at ændre forældreansvarsloven samt rådgiver kvinder i samværskonflikter.
Omkring 2019 meldte Lyster sig ind i Socialdemokratiet. Hun forklarede til JydskeVestkysten, at hun havde et borgerligt udgangspunkt i sit syn på politik, men meldte sig ind i partiet for at få indflydelse på familieret.